# Богатство в любви
«Богатство в любви» (The Rich Man’s Wife, 1996) — это триллер, снятый режиссёром Питером Хайамсом, известным по фильмам «Космическая одиссея 2010» и «Превратности судьбы».

## Сюжет
Джози Потен (Хэлли Берри) — успешная женщина, уставшая от брака с Тони (Кристофер Макдональд). Она заводит роман с Джейком (Клайв Оуэн), но её муж отказывается дать развод. Однажды она встречает загадочного мужчину по имени Бо (Чазз Пальминтери), который предлагает ей «решение» её проблемы — убийство мужа.
После того как Тони действительно погибает, Джози понимает, что попала в ловушку. Бо начинает её шантажировать, а вскоре выясняется, что её любовник Джейк и бывший муж Коул Уилсон (Кайл Маклахлен) тоже замешаны в тёмных делах.

## Основная информация
- Жанр: триллер, детектив, драма
- Год выпуска: 1996
- Страна: США
- Продолжительность: 95 минут
- Режиссёр: Питер Хайамс
- Сценарий: Питер Хайамс
- Музыка: Дэвид А. Стюарт

## Актёры
- Хэлли Берри — Джози Потен, главная героиня
- Клайв Оуэн — Джейк Голден, любовник
- Кристофер Макдональд — Тони Потен, муж Джози
- Кайл Маклахлен — Коул Уилсон, бывший муж
- Клемент фон Франкенштейн — Норман
- Чазз Пальминтери — Бо, подозрительный незнакомец